# Технологічні перерви
Технологічні перерви англ. service interruptions; нім. technologische Pausen f pl) – тимчасове припинення проведення робіт, викликане діючими обмеженнями організаційно-технологічного характеру чи вимогами техніки безпеки. 
Приклад: для робітників, які безперервно працюють за комп'ютером (напр. програмісти), повинна виділятися перерва для відпочинку очей.